# Ismaros

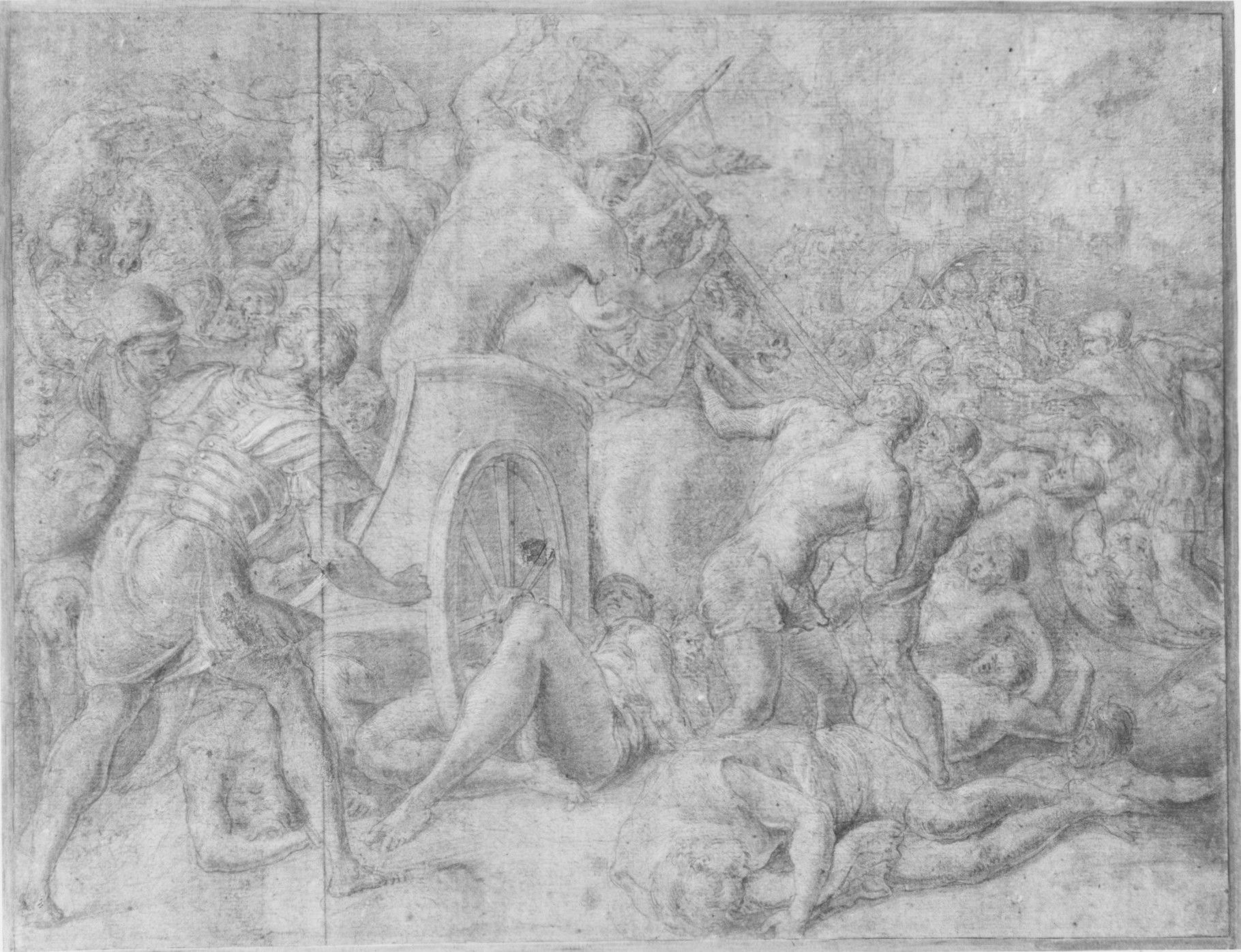
Odyseusz walczący z Kikonami pod Ismaros (renesansowy rysunek)

Ismaros − w mitologii greckiej miasto Kikonów, trackiego ludu wspomagającego Priama podczas wojny trojańskiej i wymienionego w Odysei. 
Zostało złupione przez Odyseusza, gdy wracał z Troi. Bohater, wracający do domu po zakończeniu zmagań wojennych, zatrzymał się w kraju Kikonów. Nie stawał wcześniej na lądzie po odbiciu od brzegów Troi. Napadł na Ismaros, które doszczętnie złupił. Oszczędzony został przezeń jedynie Maron, pełniący funkcję kapłana Apollina, wraz z rodziną. Przekazał on najeźdźcy okup znacznej wysokości, w tym 12 amfor bardzo mocnego, drogocennego wina o słodkim i upajającym smaku. Odys użył go później do upicia cyklopa Polifema. Po złupieniu Ismaros władca z Itaki nakazał swym ludziom odwrót, jako że zdobyli już wystarczająco dużo łupów. Oni jednak wyrazili odmienne zdanie. Dzięki temu mieszkający w okolicy ludzie mieli czas zebrać siły i wyruszyć przeciwko greckim napastnikom. Uderzyli na nich. Śmierć poniosło po 6 ludzi z każdego z okrętów, a sam Odyseusz ledwie uciekł.